# 大友淑江
大友 淑江（おおとも しくえ、1912年または1913年 - 1995年1月31日）は、福岡県出身の社会福祉法人創始者・元理事長。歌人。知的障害を持つ児童の教育に専念した女性。

## 略歴
1954年北九州市の八幡大学法経学部を卒業。1957年4月中学校教師を辞め、自身の財産を投じ福岡県田川郡大任村の自宅を開放し、当時全寮制養護学校としては全国で初めての私立あすなろ学園養護学校を設立、校長と園長を兼務する。1958年に北九州市小倉南区に移設。途中、学舎陥没の為の流浪や経営の行き詰りによる閉校など、様々な危機を乗り越え、1967年社会福祉法人の認可を得て、理事長に就任する。以後、知的障害児童教育に専念した福祉教育者として全国に名が知られる。
また歌人として著作があり、「群炎」にも幾つかの歌集を発表している。1973年、短歌にて北九州市民文化賞を受賞。1987年11月13日、厚生大臣から社会福祉功労の表彰を受ける。
1995年1月31日、肺炎のため82歳で逝去。

## 著作
- 『歌集 あすなろの四季』（群炎短歌会、1965年）
- 『再生―歌集』（群炎短歌会、1971年）
- 『歌集 ひらく音』（群炎短歌会、1976年）　他